# Kira (cráter)

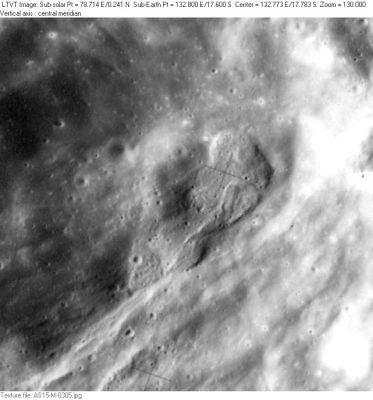
Vista oblicua desde el Apolo 15

Kira es un pequeño cráter volcánico situado en la parte sur de la cara oculta de la Luna. Se encuentra en la parte oriental del cráter satélite Patsaev Q. Los cráteres vecinos más cercanos son Tsiolkovski al sudoeste; Patsaev al noreste; Bondarenko al este y Fesenkov al sur-sureste.
|  |

Está formado por una serie de flujos de lava alrededor de una cavidad central, formando un domo. Estos flujos de lava cubren un diámetro de aproximadamente 10 km, pero a juzgar por su dimensión declarada, la denominación de la UAI se aplica solo a la caldera central.

## Denominación
El nombre procede de una designación originalmente no oficial, contenida en la página 102A1/S1 de la serie de planos del Lunar Topophotomap de la NASA, que fue adoptada por la UAI en 1979.